# Oxylopsebus
Oxylopsebus is een kevergeslacht uit de familie van de boktorren (Cerambycidae). De wetenschappelijke naam van het geslacht werd voor het eerst geldig gepubliceerd in 2008 door Clarke.

## Soorten
Oxylopsebus is monotypisch en omvat slechts de volgende soort:
- Oxylopsebus brachypterus Clarke, 2008